# Peter Michorl
Peter Michorl (Viena, 9 de mayo de 1995) es un futbolista austriaco que juega de centrocampista en el Atromitos de Atenas de la Superliga de Grecia.

## Trayectoria
Michorl nació en Viena en 1995, por lo que pudo formarse en la cantera del Austria de Viena, uno de los principales clubes del país. En 2011 debutó con el equipo filial del club vienés, siendo cedido durante la temporada 2014-15 al LASK Linz.

### LASK Linz
Después de jugar cedido una temporada en el LASK, su rendimiento convenció al club austriaco, que lo fichó en propiedad.

## Selección nacional
Michorl fue internacional sub-16, sub-17, sub-18, sub-19, sub-20 y sub-21 con la selección de fútbol de Austria.

## Clubes
| Club                   | País    | Año       |
| ---------------------- | ------- | --------- |
| F. K. Austria Viena II | Austria | 2011-2014 |
| F. K. Austria Viena    | Austria | 2014-2015 |
| LASK Linz (cedido)     | Austria | 2014-2015 |
| LASK Linz              | Austria | 2015-2023 |
| LASK Amateure OÖ       | Austria | 2024      |
| Atromitos de Atenas    | Grecia  | 2024-     |